# クロアチア共和国 (1990年-1991年)

クロアチア共和国
Republika Hrvatska (スロベニア語)

SFRユーゴスラビアにおけるクロアチア共和国の位置

クロアチア共和国（クロアチアきょうわこく、スロベニア語: Republika Hrvatskaは、ユーゴスラビア社会主義連邦共和国の構成国として短期間のみ存続した国家である。クロアチア共和国は、1990年に、クロアチアで第二次世界大戦後初の複数政党制による選挙が行われた後、クロアチア社会主義共和国から改組されて誕生した。クロアチア共和国の初の大統領にフラニョ・トゥジマンが選ばれ、トゥジマンはユーゴスラビア連邦の改革が進まなければクロアチアは独立を選ぶことを公約した。クロアチアが独立へ向かう中、クロアチア政府は、スロボダン・ミロシェヴィッチとその同調者によって支配されたユーゴスラビア連邦の政府と最後の交渉に臨み、クロアチアをはじめとするユーゴスラビア連邦の構成国の自治権拡大を求めた。
1990年から1991年にかけて、クロアチアはユーゴスラビア内で政治危機に直面していた。クロアチア国内でセルビア人が多数を占める地域はクライナ・セルビア人共和国の建国を宣言し、クロアチアがユーゴスラビアから独立するならばクライナ・セルビア人共和国はクロアチアから分離するとしていた。この危機は、丸太革命と呼ばれる騒動から始まった。丸太革命では、クロアチアのセルビア人らは木を切り出し、その丸太で道路を封鎖した。この騒動によってクロアチアの観光は激減し、スプリトにて1990年ヨーロッパ陸上選手権が開かれていたダルマチア地方に危機をもたらした。ダルマチア地方は、セルビア人勢力によるクライナ・セルビア人共和国の設置によって、ザグレブなど中心部との陸上交通が遮断された状態に置かれた。
ユーゴスラビア構成国としてのクロアチア共和国は1991年に終焉を迎え、クロアチア人の多くが支持した、ユーゴスラビアからのクロアチアの独立が宣言された。セルビア人が支配する地域は、国際的な承認を受けないままクライナ・セルビア人共和国として事実上クロアチアから分離し、1995年にクロアチア軍に制圧されるまで分離状態が続いた。